# Municipio de Harrison (condado de Lee)
El municipio de Harrison (en inglés: Harrison Township) es un municipio ubicado en el condado de Lee en el estado estadounidense de Iowa. En el año 2010 tenía una población de 368 habitantes y una densidad poblacional de 3,89 personas por km².

## Geografía
El municipio de Harrison se encuentra ubicado en las coordenadas 40°40′36″N 91°39′23″O / 40.67667, -91.65639. Según la Oficina del Censo de los Estados Unidos, el municipio tiene una superficie total de 94.62 km², de la cual 94,57 km² corresponden a tierra firme y (0,05 %) 0,05 km² es agua.

## Demografía
Según el censo de 2010, había 368 personas residiendo en el municipio de Harrison. La densidad de población era de 3,89 hab./km². De los 368 habitantes, el municipio de Harrison estaba compuesto por el 98,1 % blancos, el 0,27 % eran asiáticos y el 1,63 % eran de una mezcla de razas. Del total de la población el 1,09 % eran hispanos o latinos de cualquier raza.